# Leviathan (Mastodon)
Leviathan è il secondo album in studio del gruppo musicale progressive metal/sludge metal statunitense Mastodon, pubblicato nel 2004 dalla Relapse Records.

## Il disco
Si tratta di un concept album basato sul racconto di Herman Melville Moby Dick.
Dall'album sono stati estratti i singoli Iron Tusk, Blood and Thunder e Seabeast
Successivamente è stato ripubblicato in una nuova veste nera e oro con l'aggiunta di un DVD Audio, mentre nel 2005 è stata messa in commercio una nuova versione contenente i video di "Iron Tusk" e "Blood and Thunder".
Nel giugno del 2017 la rivista Rolling Stone ha collocato l'album alla quarantaseiesima posizione dei 100 migliori album metal di tutti i tempi.

## Tracce
1. Blood and Thunder – 3:48
2. I Am Ahab – 2:45
3. Seabeast – 4:15
4. Island – 3:26
5. Iron Tusk – 3:03
6. Megalodon – 4:22
7. Naked Burn – 3:42
8. Aqua Dementia – 4:10
9. Hearts Alive – 13:39
10. Joseph Merrick – 3:33

## DVD
1. Naked Burn
2. Aqua Dementia
3. Hearts Alive
4. Where Strides the Behemoth (Live)
5. Battle at Sea (Live)
6. Thank You For This / We Built This Come Death" (Live)
7. Crusher Destroyer (Live)